# 熱いぜ天馬!
『熱いぜ天馬!』（あついぜてんま!）は、福本伸行による日本の漫画作品。『週刊少年マガジン』にて1990年に連載された。単行本は少年マガジンコミックスより全1巻、後に竹書房より全1巻が再刊。本作品は福本伸行が初めて少年誌に掲載した作品である。

## 物語
麻雀が鬼のように強い中学生、天馬が他の雀士と戦っていく勝負物語。

## 登場人物
赤井天馬（あかい てんま）
本作品の主人公。中学二年生。

## 単行本
- 少年マガジンコミックス版

1990年6月発売 ISBN 4-06-311568-2
- 近代麻雀コミックス版

1998年8月発売 ISBN 4-8124-5211-2
- バンブー・コミックス版 『福本伸行作品集 熱いぜ天馬!』

2004年10月発売 ISBN 4-8124-6108-1